# Areva subfulgens
Areva subfulgens là một loài bướm đêm thuộc phân họ Arctiinae, họ Erebidae.